# Эфира

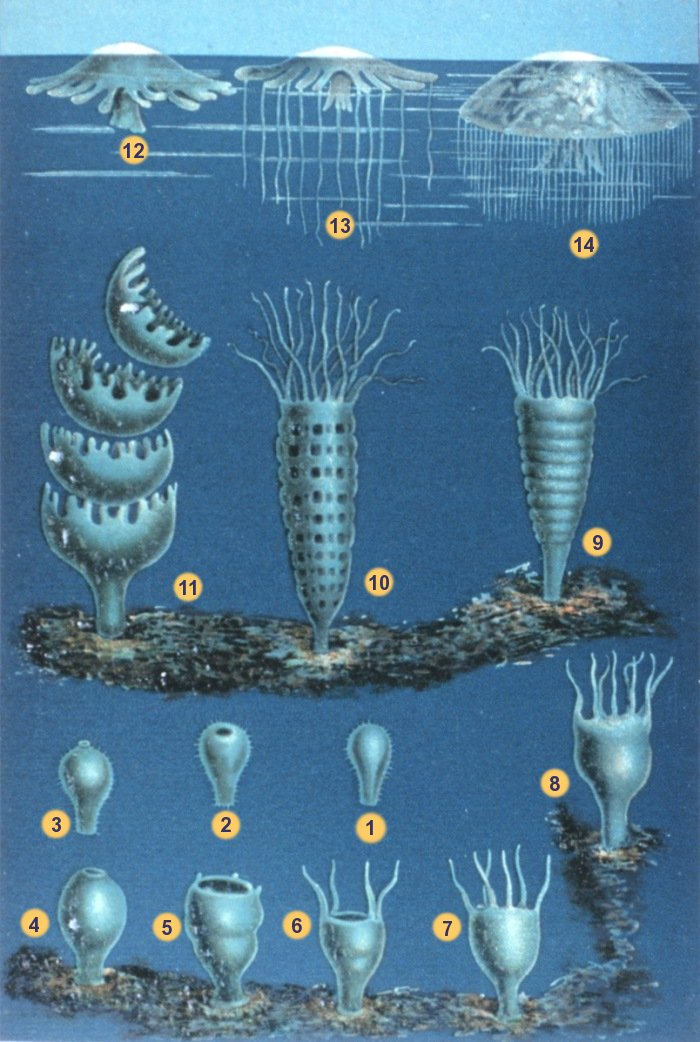
11 — образование эфиры

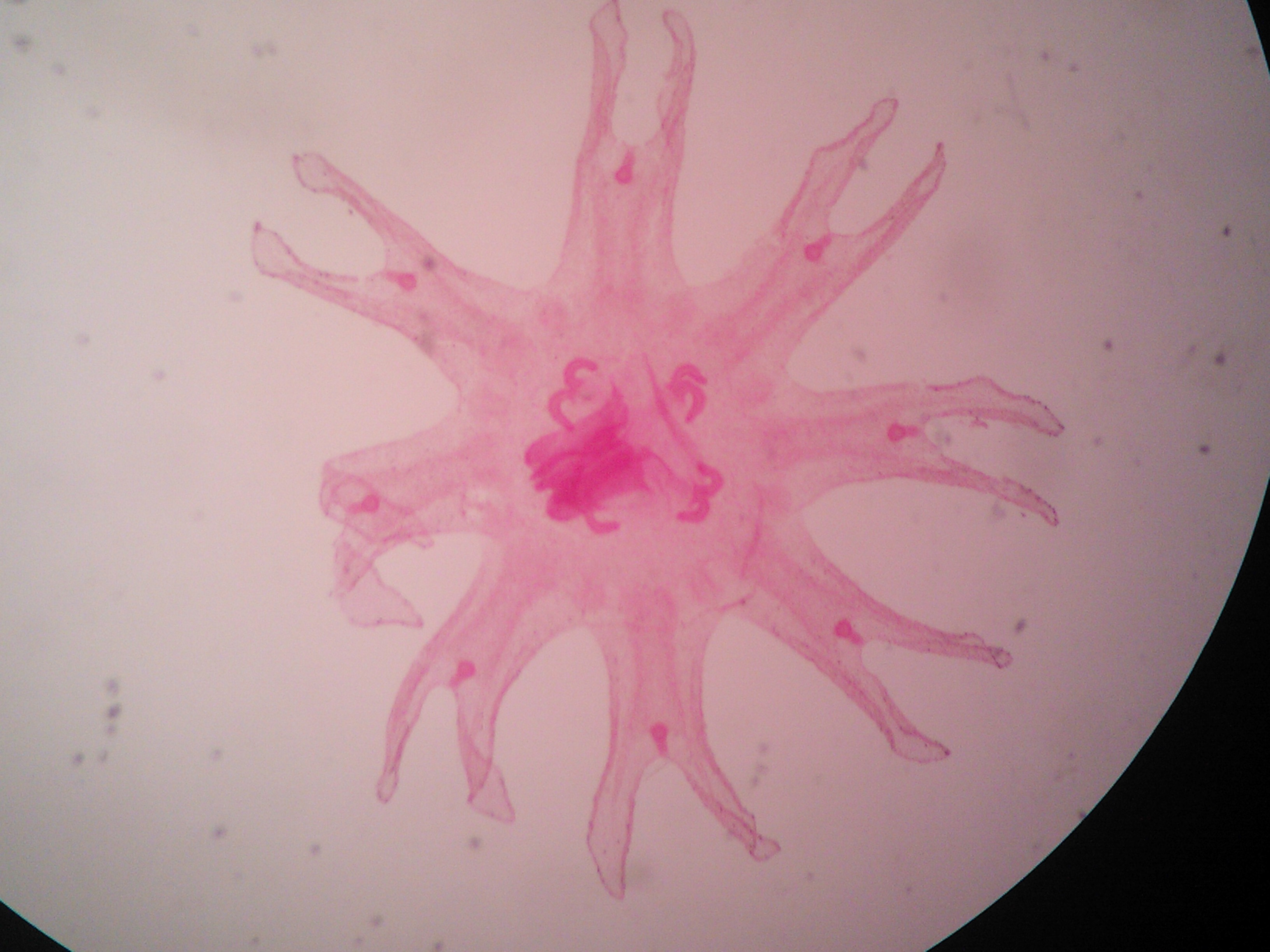
Эфира

Эфира (от лат. Ephyra — имя мифологической нимфы) — молодая медуза.

## Внешний вид
На ранней стадии эфиры прозрачны, до нескольких миллиметров или сантиметров в диаметре. По краям их зонтика 8 двойных лопастей. Нет щупалец и ротовых лопастей. Пищеварительная система недоразвита (есть только желудок и зачатки радиальных каналов).

## Развитие
Появляется чаще всего после стробиляции сцифистомы. Дальнейшее развитие и превращение во взрослую медузу выражается в усиленном росте, формировании гастроваскулярной системы, щупалец, ропалий и зачатков гонад.